# Església parroquial de l'Assumpció de Nostra Senyora d'Alboraia
L'Església parroquial de l'Assumpció, sub invocatione Assumptionis Beatae Mariae Virginis, com era costum al S. XIII, és un temple catòlic situat a la plaça de la Constitució, 1, al municipi d'Alboraia. És un Bé de Rellevància Local amb identificador número 46.13.013-001.

## Història
L'Església de l'Assumpció data del segle xviii, encara que en 1240 ja apareix en els arxius de la Catedral de València. Consta erigida com a parròquia al segle xiii.
És d'estil barroc i origen medieval i forma una illa de cases juntament amb la Casa Abadia. La façana és de maçoneria, amb la torre-campanar a la dreta.
A l'interior hi ha tres naus amb capelles laterals. Les de la dreta dedicades a Sant Roc i la Mare de Déu del Carme, la següent a Sant Pancraci i la Mare de Déu del Roser, a continuació, la Verge jacent, després Sant Cristòfol (patró d'Alboraia) i Sant Cugat, seguint-los Sant Francesc d'Assís, i en el creuer el Santíssim Crist de la Providència, amb les imatges de la Mare de Déu i Sant Joan (donació a la parròquia del Patriarca i Bisbe de València, Sant Joan de Ribera).
Al fons i dins de la capella de la comunió, hi ha el sagrari, i en la fornícula, la imatge de la Puríssima. Aquesta capella està adornada amb pintures de José Peris Aragó, representant escenes bíbliques com l'Anunciació, El Camí a Emaús, l'Expulsió d'Adam i Eva del Paradís, La Vinguda de l'Esperit Sant sobre els apòstols i la Mare de Déu; la Fugida a Egipte i la Presentació del Nen al Pare.
En la nau de l'esquerra, al principi es troba una capella folrada d'un esplèndid mosaic, on es guarda el pas-tron de la Custòdia, diversos penons o banderes de Setmana Santa; a la volta la Capella del Miracle, amb pintures murals, on poden veure's l'Arqueta (original) i el Sant Calze (còpia) que es van utilitzar l'any 1348, quan va ocórrer el Miracle dels peixets i una porta al carrer lateral. Continuant i en primer terme està la Capella de la Mare de Déu dels Desemparats, amb una imatge del Nen Jesús i les de Sant Vicent Ferrer i Sant Vicent Màrtir, i seguidament l'altar dedicat a Sant Miquel, amb tres quadres: dos als Beats Domingo d'Alboraia i Sor Amparo Carbonell, així com la Mare de Déu del Pilar, per arribar una altra vegada al creuer i trobar el del Cor de Jesús, amb un quadre de Santa Teresa.
La nau central es presenta amb volta de mig canó, acollint tots els bancs per als fidels. Al fons està el presbiteri en marbre d'Alacant, així com el retaule de l'altar central elevat sobre la resta, per quatre graderies, el qual està dedicat en la fornícula central a la patrona, l'Assumpció de la Nostra Senyora i sobre ella un baix relleu de la Santíssima Trinitat i dues fornícules laterals, dedicades una a Sant Pere (la de l'esquerra) i la de la dreta a Sant Pau, i a sota, una placa amb el dibuix del "Miracle". Les finestres del canó, així com les de la volta de la cúpula estan decorades amb vidrieres, fetes per l'artista local Juan Ros Marí. Les de la volta als Apòstols i les del canó, amb motius marians. Darrere de l'altar, hi ha la sagristia, que, amb l'Abadia a l'esquerra, completen l'illa de cases, situada a la Plaça de la Constitució.